# Open di Zurigo 2008
L'Open di Zurigo 2008  è stato un torneo femminile di tennis giocato sul cemento indoor. 
È stata la 25ª edizione del torneo, che fa parte della categoria Tier II nell'ambito del WTA Tour 2008.
Si è giocato nel Hallenstadion di Zurigo in Svizzera, dall'11 al 19 ottobre 2008.

## Campioni

### Singolare
Venus Williams ha battuto in finale  Flavia Pennetta con il punteggio di 7–6(1), 6–2

### Doppio
Cara Black /  Liezel Huber hanno battuto in finale  Anna-Lena Grönefeld /  Patty Schnyder con il punteggio di 6–1, 7–6(3)